# Tjärö naturreservat
Tjärö är ett naturreservat i Åryds socken i Karlshamns kommun i Blekinge.
Reservatet är skyddat sedan 1976 och omfattar 306 hektar, varav 83 är landareal. Området är beläget i skärgården mellan Karlshamn och Ronneby och består av ön Tjärö med kringliggande vatten, holmar och skär.

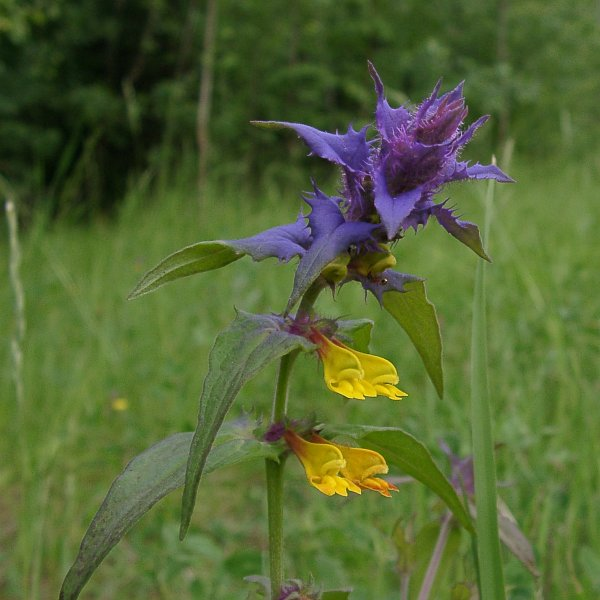
Natt och Dag

På ön Tjärö finns ett betespräglat kulturlandskap med ekhagmarker och ädellövskog omväxlande med enbuskmarker, hällmarker, klippstränder, strandängar och gräsmarker.
Ek dominerar som trädslag. Betesdjur bidrar till att hålla landskapet öppet. I den artrika floran kan man finna fetknopp, brudbröd, Natt och dag, nattviol och Adam och Eva. Fågellivet är rikt och flera av de små holmarna och skären utanför Tjärö är fågelskyddsområden.
På ön finns två fasta fornlämningar, stensättningar från brons- eller järnåldern. Där finns stenmurar och odlingsrösen som vittnar om ett mångårigt odlingslandskap. På 1800-talet försörjde sig befolkningen på jordbruk, fiske, båtbyggeri och stenhuggeri.
Ön Tjärö har färjeförbindelse med fastlandet och är viktig för friluftslivet. På ön finns vandringsleder, rastplatser, gästhamn, boende, restaurang och tältplats.
Naturreservatet ingår i EU:s ekologiska nätverk, Natura 2000.